# メルキー・メイサ
メルキセデク・”メルキー”・メイサ（Melquisedec "Melky" Mesa、1987年1月31日 - ）は、ドミニカ共和国・サン・クリストバル州バホス・デ・ハイナ出身のプロ野球選手（外野手）。右投右打。アトランティックリーグ・ヨーク・レボリューション所属。
メルキー・メサと表記される場合もあるが、「メルキー・メイサ」の方が現地の発音に近い。

## 経歴

### ヤンキース時代
2003年にアマチュアフリーエージェントとしてニューヨーク・ヤンキースと契約。
2007年まではルーキークラスのガルフ・コーストリーグ・ヤンキースでプレーした。、
2008年にA-級スタテンアイランド・ヤンキースに昇格した。
2009年はA級チャールストン・リバードッグスに昇格し、サウス・アトランティックリーグのオールスターゲームにも出場しホームランダービーにも参加した。
2010年にはA+級タンパ・ヤンキースに昇格。タンパではMVPを獲得するなど若手有望株として順調にキャリアを伸ばしていた。オフの10月2日にはルール5ドラフトでの他チームからの獲得防止のために40人ロースターに登録。
2011年はAA級トレントン・サンダーに昇格した。
2012年にはAAA級スクラントン・ウィルクスバリ・レイルライダースに昇格した。9月10日にセプテンバーコールアップにより自身初のメジャー昇格を成し遂げた。9月22日のオークランド・アスレチックス戦における延長14回裏、9-9の同点のまま迎えた延長14回裏、9番のエリック・チャベスが一塁に出塁し、代走にメイサが起用され、メジャーデビューを果たした。1番のデレク・ジーターが送りバントし、メイサは二塁へ。好調を維持していた2番のイチローが敬遠され、3番のアレックス・ロドリゲスがセンター前へヒットを打ち、ヤンキースの劇的なサヨナラ勝ちになると思われた。しかし、メイサが三塁を踏み忘れてオーバーランしてしまい、それに気づいたメイサは慌てて三塁に戻った。アウトにこそならなかったが自身メジャー初得点の機会を失い、更にはサヨナラのホームインを逸したことになる。その後、ロビンソン・カノのピッチャーゴロでメイサは本塁でフォースアウトとなり、苦いメジャーデビュー戦となったが、その後エドゥアルド・ヌニェスのボールを相手一塁手がファンブルし、イチローのホームインでヤンキースが勝利。「戦犯」にはならずに済んだ。10月1日に再び出場機会が周りアンドリュー・ベイリーから初安打・初打点を記録した。同年の出場はこれと10月3日の合計3回であった。
2013年9月1日に解雇された。

### ロイヤルズ傘下時代
2013年12月28日にカンザスシティ・ロイヤルズとマイナー契約を結んだ。
2014年はAAA級オマハ・ストームチェイサーズで23試合に出場し、5本塁打10打点1盗塁、打率.284だった。

### ブルージェイズ傘下時代
2014年5月26日に金銭トレードでP.J.ウォルターズと共にトロント・ブルージェイズへ移籍した。5月27日にAA級ニューハンプシャー・フィッシャーキャッツに降格したが、6月12日にAAA級バッファロー・バイソンズに昇格した。
2015年1月にブルージェイズと再契約を結んだ。1月12日にAA級ニューハンプシャー・フィッシャーキャッツに降格した。4月30日にAAA級バッファロー・バイソンズに昇格した。5月30日に再びAA級フィッシャーキャッツに降格した。11月7日にFAとなったが、ブルージェイズと再契約を結んだ。
2016年11月7日にFAとなった。

### メキシカンリーグ時代
2017年7月7日にメキシカンリーグのサルティーヨ・サラペメーカーズと契約を結んだ。7月11日に放出された。

### 米独立リーグ時代
2018年2月16日にアトランティックリーグのヨーク・レボリューションと契約を結んだ。
2019年も引き続きレボリューションと契約を結んだ。

## 詳細情報

### 年度別打撃成績
| 年 度    | 球 団    | 試 合 | 打 席 | 打 数 | 得 点 | 安 打 | 二 塁 打 | 三 塁 打 | 本 塁 打 | 塁 打 | 打 点 | 盗 塁 | 盗 塁 死 | 犠 打 | 犠 飛 | 四 球 | 敬 遠 | 死 球 | 三 振 | 併 殺 打 | 打 率 | 出 塁 率 | 長 打 率 | O P S |
| -------- | -------- | ----- | ----- | ----- | ----- | ----- | -------- | -------- | -------- | ----- | ----- | ----- | -------- | ----- | ----- | ----- | ----- | ----- | ----- | -------- | ----- | -------- | -------- | ----- |
| 2012     | NYY      | 3     | 2     | 2     | 0     | 1     | 0        | 0        | 0        | 1     | 1     | 0     | 0        | 0     | 0     | 0     | 0     | 0     | 0     | 0        | .500  | .500     | .500     | 1.000 |
| 2013     | NYY      | 5     | 14    | 13    | 2     | 5     | 2        | 0        | 0        | 7     | 1     | 0     | 1        | 0     | 0     | 1     | 0     | 0     | 2     | 0        | .385  | .429     | .538     | .967  |
| MLB：2年 | MLB：2年 | 8     | 16    | 15    | 2     | 6     | 2        | 0        | 0        | 8     | 2     | 0     | 1        | 0     | 0     | 1     | 0     | 0     | 2     | 0        | .400  | .438     | .533     | .971  |

- 2018年度シーズン終了時

### 年度別守備成績
| 年 度 | 球 団 | 中堅（CF） | 中堅（CF） | 中堅（CF） | 中堅（CF） | 中堅（CF） | 中堅（CF） | 左翼（LF） | 左翼（LF） | 左翼（LF） | 左翼（LF） | 左翼（LF） | 左翼（LF） | 右翼（RF） | 右翼（RF） | 右翼（RF） | 右翼（RF） | 右翼（RF） | 右翼（RF） |
| 年 度 | 球 団 | 試 合      | 刺 殺      | 補 殺      | 失 策      | 併 殺      | 守 備 率   | 試 合      | 刺 殺      | 補 殺      | 失 策      | 併 殺      | 守 備 率   | 試 合      | 刺 殺      | 補 殺      | 失 策      | 併 殺      | 守 備 率   |
| ----- | ----- | ---------- | ---------- | ---------- | ---------- | ---------- | ---------- | ---------- | ---------- | ---------- | ---------- | ---------- | ---------- | ---------- | ---------- | ---------- | ---------- | ---------- | ---------- |
| 2012  | NYY   | 1          | 0          | 0          | 0          | 0          | ----       | -          | -          | -          | -          | -          | -          | -          | -          | -          | -          | -          | -          |
| 2013  | NYY   | 1          | 3          | 0          | 0          | 0          | 1.000      | 3          | 7          | 0          | 0          | 0          | 1.000      | 1          | 1          | 0          | 0          | 0          | 1.000      |
| MLB   | MLB   | 2          | 3          | 0          | 0          | 0          | 1.000      | 3          | 7          | 0          | 0          | 0          | 1.000      | 1          | 1          | 0          | 0          | 0          | 1.000      |

- 2018年度シーズン終了時

### 背番号
- 67 (2012年 - 同年終了)
- 60 (2013年 - 同年終了)